# فرخنده دارچینی
فرخنده دارچینی (نام علمی: Schistochlamys ruficapillus) گونه‌ای از پرندگان تیرهٔ فرخندگان (Thraupidae) است. در آرژانتین، برزیل و پاراگوئه یافت می‌شود. زیستگاه‌های طبیعی آن جنگل‌های خشک نیمه‌گرمسیری یا گرمسیری، ساوانای خشک، بوته‌های خشک نیمه‌گرمسیری یا گرمسیری و جنگل‌های پیشین به شدت تخریب شده است.